# Dittionario giorgiano e italiano

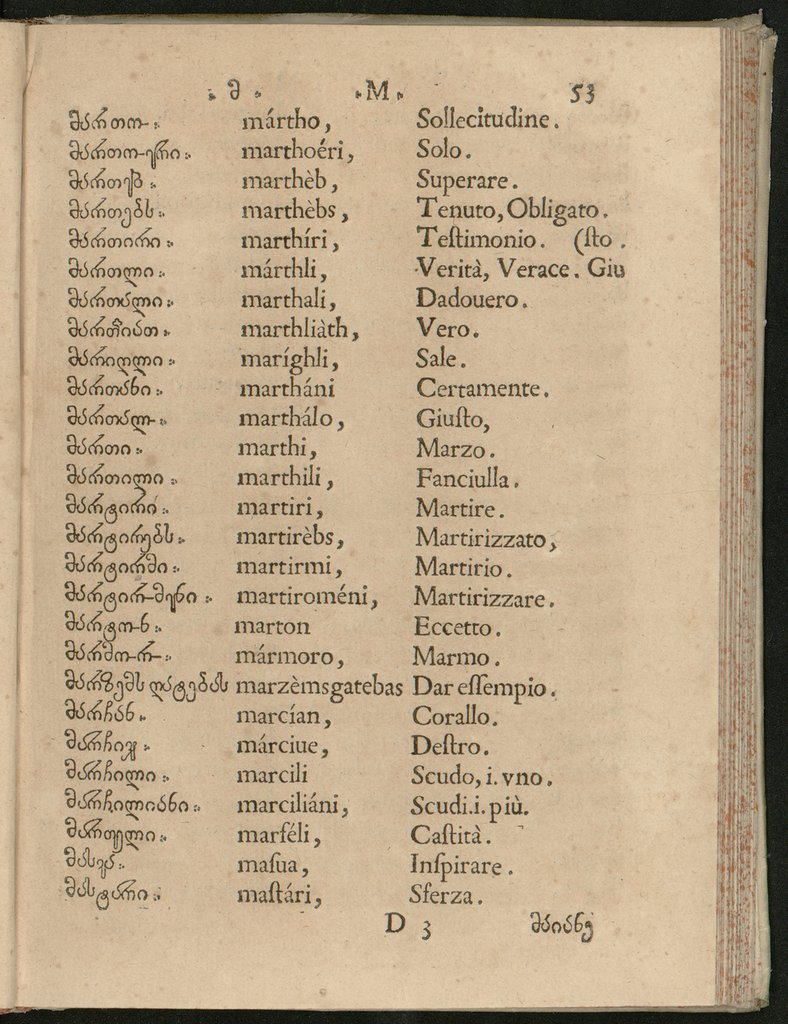
Una pagina del dizionario.

Il Dittionario giorgiano e italiano è un dizionario in lingua georgiana e italiana, stampato nel 1629 a Roma da Stefano Paolini, insieme all'allora ambasciatore di Georgia Niceforo Irbachi (in georgiano: ნიკიფორ ირბახი, Nikipor Irbakhi). Si tratta del primo libro stampato in lingua georgiana con la tecnica dei caratteri mobili. Fu stampato principalmente per aiutare i missionari nell'apprendimento della lingua georgiana al fine di promuovere il cattolicesimo in Georgia.

## Struttura
Le pagine del dizionario sono divise in tre colonne: la prima riporta i lemmi in alfabeto georgiano, la seconda le traslitterazioni in caratteri latini e la terza le parole in italiano. I lemmi contenuti sono 3084. Le parole in georgiano riportano spesso sintassi errata, probabilmente per la non perfetta conoscenza della lingua da parte di Paolini. Quest'ultimo fu aiutato da Niceforo Irbachi, ma non è chiaro quanto abbia pesato il suo aiuto nella stesura del testo. Molti di questi errori hanno messo in dubbio la nazionalità di Irbachi, nonostante sia riportato come "georgiano" all'inizio del dizionario. Secondo alcune ipotesi, egli era di origine greca.